# Vodič (elektrotechnický výrobek)

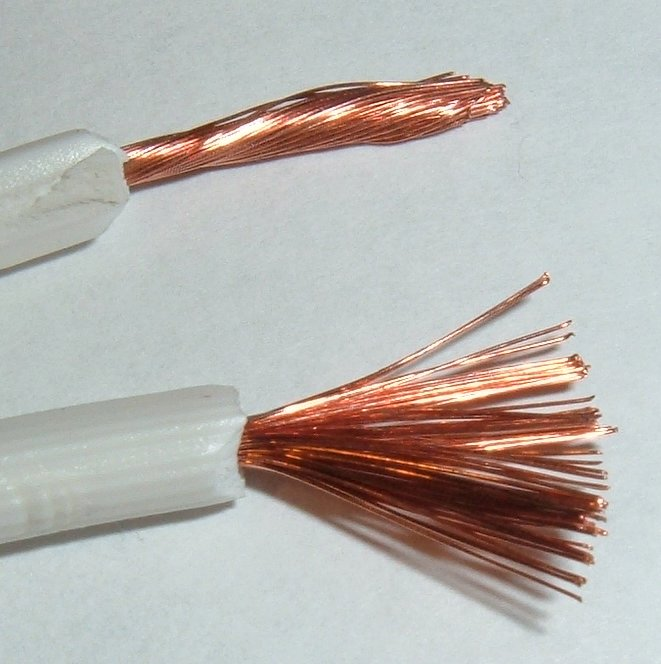
Izolovaný elektrický vodič

Vodič je v elektrotechnice název výrobku na základě elektricky vodivého materiálu, který slouží k přenosu elektrického proudu a napětí.

## Jádra vodičů
Jádra vodičů se vyrábějí z elektricky vodivých materiálů, převážně kovů.

### Materiál jader
Bude-li vodič sloužit k přenosu silové a signální (sdělovací) elektřiny, je vhodné použít materiál s dobrou vodivostí:
- měď se využívá nejčastěji. Může být holá nebo pokovená (cínem, stříbrem atd.). Její výhodou je kromě vodivosti také vysoká pevnost a houževnatost, se kterou vodič velmi dobře odolává ohybům;
- hliník se používá v menší míře, a to převážně pro energetické aplikace. Oproti mědi má nižší vodivost, ale je mnohem lehčí a je tak vhodný třeba pro závěsná vedení; jeho mechanické vlastnosti jsou mnohem horší než mědi: při opakovaném ohnutí se láme, pod tlakem se vymačkává (teče); podobně se chová při větším proudu; to může vést k uvolnění z mechanických svorek, jiskření a vzniku požáru
- bronz a mosaz – pro potřeby pevnějších jader s vysokou vodivostí, dříve např. pro telefonní vedení;
- poměděná ocel – pro potřeby pevnějších a levnějších jader bez vysokých nároků na vodivost (včetně levných anténních koaxiálů);
- pocínovaná ocel je využívána na přívodní vodiče pro rozbušky, slangově zvané "palníky";
- uhlíková nit je nekovové jádro, vhodné k přenosu vysokonapěťových výbojů v zapalovacích kabelech u motorů, protože podstatně snižuje elektromagnetické rušení do okolí motoru;
- konstantan, slitiny niklu atd. – pro topné a vyhřívací vodiče;
- ocel pro speciální aplikace, například železniční zabezpečovací systémy
- atd.

### Průřezy jader
Na základě mezinárodní technické normalizace, vzešlé z IEC již v době mezi světovými válkami, se pro vodiče a kabely používají tzv. jmenovité průřezy. Výrobci nejsou povinni vyrábět vodič tak, aby jeho geometrický průřez byl číselně roven jmenovité hodnotě, ale musí splnit jiné požadavky – příslušné předmětové normy (např. ČSN EN 60228) stanoví pro každý jmenovitý průřez nejvyšší povolený odpor a nejvyšší možný průměr jádra, resp. použitých drátků. Není-li tedy skladba jádra stanovena přísněji, záleží jeho složení na vůli výrobce tak, aby splnil tento předpis. Velkou roli v tom totiž hraje například čistota kovu jádra.
Laicky známé jsou průřezy silových vodičů 0,5 – 0,75 – 1 – 1,5 – 2,5 – 4 – 6 – 10 mm2, v signální technice se používají i malé průřezy 0,14 – 0,22 – 0,35 – 0,5 – 0,75 – 0,85, v energetice naopak velké průřezy 10 – 16 – 25 – 35 – 50 – 70 – 95 – 120 – 150 – 185 a 240 mm2. Mimo to jsou normalizované i jiné průřezy, které se používají zřídka – například 0,6,- 2- nebo 8 mm2.

### Odlišné systémy značení
- American Wire Gauge zkráceně AWG je způsob značení průměru vodičů, používaný především v USA. Označení neudává přímo rozměr v délkových jednotkách, ale odvozuje ho od základního rozměru podle počtu průchodů výsledného vodiče tažícím zařízením při výrobě. Protože tento systém je v USA stále používán, existují převodní tabulky, ze kterých lze vyčíst průměr (průřez) vodiče popsaného některým stupněm AWG. Tabulka je například na

http://www.kabelyvodice.cz/technicka-podpora/tech_awg-prurezy.php

### Skladba jader vodičů
- plné jádro – takové jádro má podobu jednoho kulatého drátu. ČSN EN 60228 taková jádra řadí do třídy 1, zvykově se také tato jádra označují zkratkou RE – ta je převzata z němčiny a znamená rund, eindrähtig. Anglicky se tato jádra označují round single wire. Obvykle se toto jádro používá např. pro silové úložné kabely menších průřezů, pro sdělovací rozvody atd.

- lanované jádro – vznikne tím, že se dohromady složí šest až sedm drátků, případně devatenáct, a stočí se do pravidelné šroubovice. ČSN EN 60228 je řadí do třídy 2, pro vodiče v automobilovém průmyslu se užívá název pravidelné lanko neboli skladba typu A, a to podle německé normy LV 112. Obvykle se používá pro vyšší průřezy silových kabelů. Hovorově se vodiče s těmito jádry nazývají licna (z něm. e Litze).

- ohebné jádro – vznikne obdobně jako lanované, ale počet drátků není přesně dán a může být libovolný (tak, aby vodič splňoval požadavky maximálního elektrického odporu pro daný průřez). Podle ČSN EN 60228 jsou to jádra třídy 5, neoficiální název je sypané lanko, u autovodičů se používá název skladba typu B. Obvykle se používají např. pro pohyblivé silové přívody. Pro lanovaná a ohebná jádra se společně používá i zvyková německá zkratka RM – rund, mehrdrähtig.

- vysoce ohebné jádro – podle ČSN EN 60228 jádra třídy 6. Neoficiální název je kartáčové lanko a používají se pro vodiče, u kterých je požadována zvlášť vysoká ohebnost (např. audiokabely nebo k pohyblivým částem strojů). Německá zkratka RF – rund, feindrähtig.

- sektorové jádro – jádro nekulatého tvaru, zpravidla má profil kruhové výseče tak, aby při použití v kabelu do sebe jednotlivé žíly dobře zapadly a snížil se tak výsledný průměr kabelu. Tato jádra jsou specialitou pro energetické kabely vysokých průřezů (zhruba od  35mm2 a výše). Mohou být buď z přelisovaného jednodrátu (německá zkratka SE – sektor, eindrähtig), nebo mohou být složena z více drátů (německá zkratka SM – sektor, mehrdrähtig).

- komprimovaná jádra – vzniknou tak, že se složené (lanované nebo ohebné) jádro finalizuje protažením skrz užší profil a tím se slisuje, čímž dojde ke zpevnění jádra a zmenšení průměru bez snížení vodivosti.

- další tvary – tyč, pásek, kolejnice atd.

## Dimenzování průřezu vodičů
Při průchodu elektrického proudu vznikají ve vodiči ztráty.Tyto ztráty navíc u běžných vodičů rostou s teplotou. Ztráty mohou při nesprávném dimenzování vést k přehřívání izolace a k jejímu zrychlenému stárnutí, v extrémním případě může dojít i k poškození kabelu "shořením" izolace. Při určování průřezu vodičů by měly být zohledněny následující faktory:
- maximální procházející proud (bývá určený jistícím prvkem)
- způsob uložení vodiče (lepší chlazení znamená možnost vyššího zatížení)
- teplota okolí
- souběžné uložení více kabelů (sousední kabely zhoršují chlazení a generují teplo)
- izolace vodiče (tepelná vodivost a tepelná odolnost)
- vliv prostředí z požárního hlediska
- povolený úbytek napětí na vodiči
- vliv skin efektu

Běžné domácí elektrické instalace používají pro proud 10 A měděné kabely s průřezem 1,5 mm2 (světelný rozvod), pro zásuvkové rozvody s maximálním zatížením 16 A se používají měděné kabely s průřezem 2,5 mm2. V průmyslových rozvodech záleží na typu použitých kabelů a způsobu uložení.

## Rozdělení vodičů podle izolace

Stíněný plášťovaný vodič = koaxiální kabel

### Holé vodiče
Tyto vodiče se používají tam, kde za běžných podmínek (včetně tzv. podmínek jedné poruchy) nehrozí nežádoucí chování vodiče (bezprostřední ohrožení života a zdraví, zkrat apod.) nebo tam, kde je naopak žádoucí, aby vodivé jádro bylo přístupné přímo.
Může jít například o:
- Holý měděný drát kruhového průřezu – užívá se k výrobě spojek uvnitř rozvaděčů
- Měděné tyče obdélníkového nebo obecně nekruhového průřezu – na přípojnice uvnitř rozvoden, rozvaděčů, jako součást přípojnicových rozvodů, kterými se napájejí stroje v průmyslových provozech
- Měděné pletivo – pás spletený z tenkých měděných drátků, používá se k propojení kovových dveří nebo oddělitelných krytů různých strojů a rozvaděčů
- Trolejový drát – drát s rybinovou upevňovací drážkou, slouží jako vrchní napájecí vedení na elektrifikovaných drahách (tramvaje, trolejbusy, elektrifikované železnice, starší typy mostových jeřábů)
- Lana pro vzdušná vedení VN a VVN, jádro je tvořeno pevným ocelovým lanem, opleteným hliníkovými vodiči
- Hromosvodní drát – ocelový, žárově pozinkovaný drát průměru 8 až 10 mm používaný na svody systémů ochrany před atmosférickým přepětím
- Zemnící páska – ocelová, žárově pozinkovaná páska k uložení do základů budov a k propojení jednotlivých svodů bleskosvodu
- Odporová vlákna ze slitin železa – pro žhavicí spirály žárovek, zářivek a elektronek
- Odporové dráty (pásky) také ze slitin železa – pro topné elementy v zařízeních pro elektrické topení (akumulační kamna, vzduchové clony), případně jako brzdové odpory ve vozidlech elektrické trakce
- Ostatní holé, neizolované vodiče
  - Kolejnice na elektrifikovaných železnicích, v metru a tramvajových tratích. Ocelové kolejnice tvoří jeden přívodní vodič, druhým přívodním vodičem je trolej, jako vrchní napájecí vedení
  - Vodiče vytvořené jako součást motivu plošného spoje

### Izolované vodiče
Pokud je to potřeba, bývá vlastní vodivý materiál obalen izolační vrstvou, jejímž účelem je zabránit zkratům, v agresivním prostředí prodloužit životnost vodiče, a zejména pak u vyšších napětí (nad 50 V~ a 60 V=) zabránit ohrožení osob.

### Vodiče s plastovou izolací
Na jádro takového vodiče se v tzv. extruderu nanáší za vysoké teploty (podle druhu materiálu zhruba od 130 po 420 °C) roztavený plast – nejčastěji měkčené PVC (běžné nebo bezhalogenové), pro kabely s vyšší teplotní odolností polyetylen (obyčejný nebo radiačně zesítěný), pro energetické kabely HFFR, EVA (etylenvinylacetát), polyamid, FEP, teflon atd.
Specialitou pro vodiče s vysokou tepelnou odolností je izolace ze silikonového kaučuku, která se nanáší obdobně jako ostatní plasty, ale děje se tak za běžné pokojové teploty a teprve poté se izolace na vodiči vypaluje v horkovzdušném tunelu.

### Vodiče s minerální izolací
Vodiče pro vinutí elektrických strojů točivých i transformátorů jsou obaleny tkanicí ze skelných vláken prosycených pryskyřicí. Izolační materiál je příbuzný materiálu, který se používá pro výrobu plošných spojů. Jde vesměs o vodiče větších průřezů obdélníkového tvaru.

### Vodiče s lakovou izolací
Tyto vodiče se nazývají smaltované a používají se například pro vinutí elektromotorů a alternátorů – velmi dobře odolávají vysokým teplotám a mechanickému namáhání.
- Lakované vodiče s tepelně odolným lakem – pro vinutí pracující za vyšších teplot (typicky v teplotních třídách H nebo C). Pro připojení konců vinutí z těchto vodičů je nutné izolaci mechanicky odstranit
- Pájitelné (samopájitelné) vodiče – lak je stabilní při provozní teplotě, ale při zahřátí páječkou se rozteče a odkryje povrch vodiče. Při zapojování konců vinutí z tohoto typu vodiče není nutné mechanické odstranění izolace.
- Spékatelné vodiče – mimo vrstvu, která funguje jako závitová izolace je vodič opatřen další vrstvou, kterou lze po navinutí tepelně vytvrdit, spéct. Tím se zlepší izolační vlastnosti výsledného vinutí a zvýší mechanická tuhost vinutí. Tato úprava může nahradit v řadě případů vakuotlakovou impregnaci vinutí.

### Vodiče stextilníizolací
Tato izolace může být nanesena opředením nebo opletením.

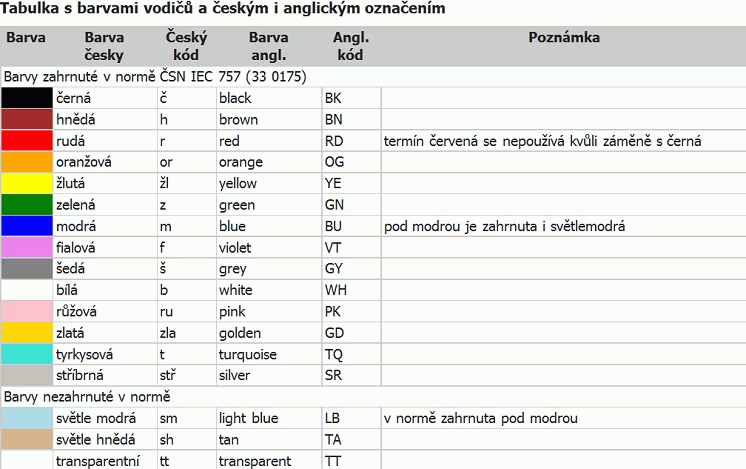
Barvy vodičů

### Barvy izolace

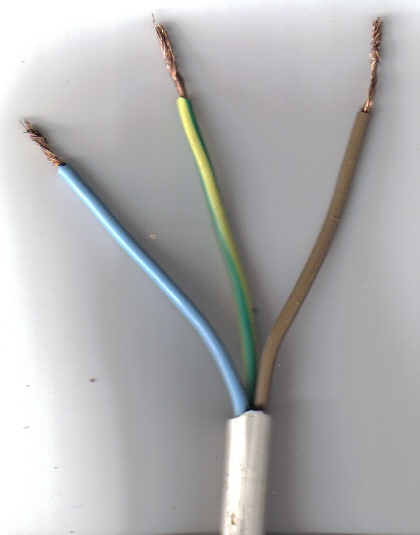
Elektrická šňůra, tzv. pohyblivý přívod, zde se 3 slaněnými vodiči s různými barvami izolace; zeleno-žlutý vodič je ochranný (hovorově uzemnění nebo zem).

Izolace vodičů je různobarevná. Na základě přijaté ČSN IEC 757 jsou od roku 1996 definovány tyto základní barvy (v závorce používaná zkratka):
- černá (č) – black (BK)
- hnědá (h) – brown (BN)
- rudá (r) – red (RD); český název "červená" barva se v kabelařině zásadně nepoužívá, aby nedošlo k záměně s pojmem "černá".
- oranžová (or) – orange (OG)
- žlutá (žl) – yellow (YE)
- zelená (z) – green (GN)
- modrá (m) – blue (BU)
- fialová (f) – violett (VT)
- šedá (š) – grey (GY)
- bílá (b) – anglicky white (WH)
- růžová (ru) – pink (PK)
- zlatá (zla) – golden (GD)
- tyrkysová (t) – turquoise (TQ)
- stříbrná (stř) – silver (SR)

Kabelářská výroba pak přidala ještě další barvy, na které IEC v původním dokumentu z roku 1983 nepomyslel:
- světle hnědá (sh) – tan (TA)
- světle modrá (sm) – light blue (LB)
- bezbarvá transparentní (tt) – transparent (TT).

Barvy pak lze vzájemně kombinovat – jedna barva se použije jako základní (75 – 85 % povrchu) a druhá jako přístřiková (15 – 25 % povrchu). Toho využívají zejména výrobci automobilů – vzhledem ke stále rostoucímu množství elektrických obvodů v autech rostou i nároky na rozlišitelnost obvodů a tak se dnes setkáváme již s několika stovkami typů kombinací.
Ovšem v silových rozvodech je jediná přípustná barevná kombinace povolena pro žlutou a zelenou barvu, jejichž vzájemný poměr musí být mezi 30 a 70 % a které se smí použít výhradně jako ochranný vodič.

### Třídy teplotní odolnosti izolace
Pro vinutí elektrických strojů točivých i netočivých je běžné udávat nejvyšší přípustnou teplotu písmenným kódem, takzvanou teplotní třídou (třídou teplotní odolnosti). Teplota se určuje měřením odporu vinutí.
| Třída | Teplota [°C] |
| ----- | ------------ |
| Y     | 90           |
| A     | 105          |
| E     | 120          |
| B     | 130          |
| F     | 155          |
| H     | 180          |
| C     | >180         |

## Možné výrobní operace s vodiči
Pokud není vodič již finálním výrobkem, lze s ním provádět další operace.

### Párování, stáčení a twistování

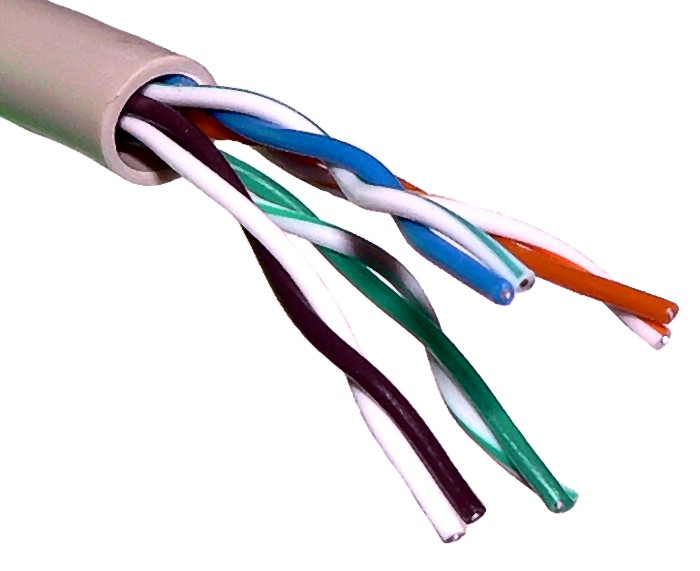
Sdělovací UTP kabel se čtyřmi nestíněnými kroucené páry, "twisted"

Je-li mechanicky spojeno více vodičů dohromady do šroubovice, zpravidla již nemluvíme o vodičích, nýbrž o tzv. žilách svazku. Pokud jsou pouze stočeny do páru a jsou takto uváděny na trh, jedná se o twist. Pokud však jde jen o výrobní polotovar, říkáme mu duše.
Samostatnou kapitolou jsou potom nízkofrekvenční sdělovací kabely podle ČSN IEC 189, kde se nejprve stočí žíly do páru, případně do čtyřky, a pak se z nich vytváří duše mající i několik desítek žil.

### Opláštění

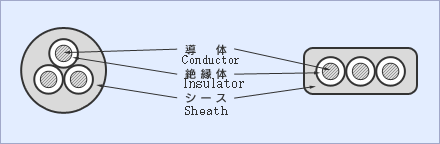
Kulatá a plochá šňůra

Vodič lze oplášťovat, a to i několikanásobně.
Opláštěním duše z žil s plnými jádry vznikne kabel, opláštěním duše s žílami z ohebných (lankových) vodičů vznikne šňůra, zpravidla o kruhovém profilu.
Je ale možné opláštit i žíly paralelní, tedy nestáčené do šroubovice. Vznikne tak plochý kabel (vhodný např. pod omítku), resp. plochá šňůra (např. k televizoru nebo do výtahu).

### Stínění

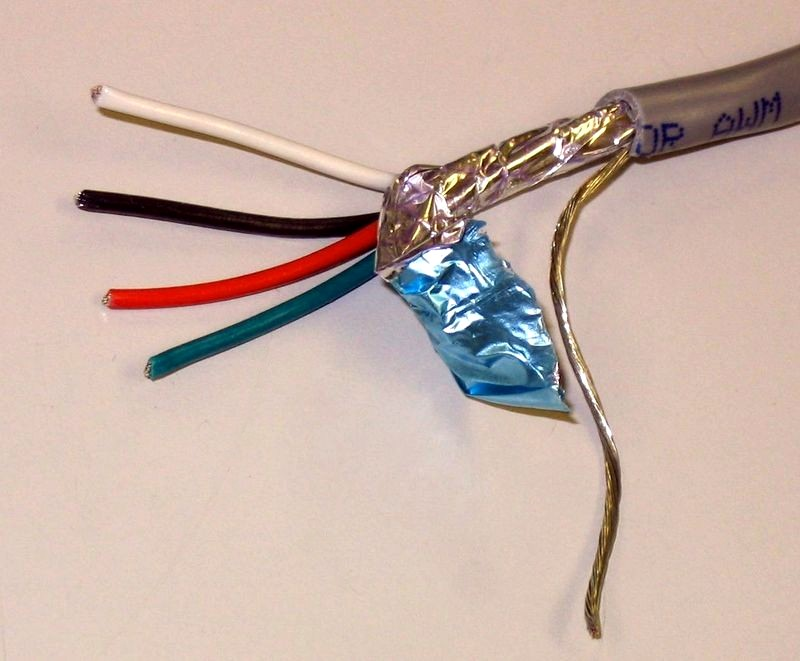
Stíněná šňůra

Pokud je to žádoucí z elektrotechnických důvodů, např. kvůli elektromagnetickému odrušení, lze vodič takzvaně odstínit tím, že se okolo něj vytvoří dutinka z vodivého materiálu – nejčastěji opět z holé nebo pokovené mědi. Dutinku lze vytvořit:
- opletením (drátky jsou okolo vodiče naváděny střídavým směrem a vytvoří mřížku);
- opředením (drátky jsou okolo vodiče navíjeny rovnoběžně a vytvoří šroubovici);
- olisováním (přiložením vodivé hliníkové nebo cínové fólie).

Stínit lze jednotlivé vodiče, twisty, duše i celý kabel.